# روبي جيرنيز
روبي جيرنيز (بالإنجليزية: Ruby Jerins)‏ هي ممثلة أمريكية، ولدت في 11 نوفمبر 1998 في الولايات المتحدة.

## أعمال

### أفلام
- (2010) تذكرني[2][3][4]
- (2010) جزيرة شاتر[2][5]

## وصلات خارجية
- روبي جيرنيز على موقع IMDb (الإنجليزية)
- روبي جيرنيز على موقع ألو سيني (الفرنسية)
- روبي جيرنيز على موقع أول موفي (الإنجليزية)
- روبي جيرنيز على موقع قاعدة بيانات الأفلام السويدية (السويدية)
- روبي جيرنيز على موقع قاعدة بيانات الفيلم (الإنجليزية)
- روبي جيرنيز على موقع كينوبويسك (الروسية)